# Meștera, Mureș
Meștera (în maghiară Mesterháza) este un sat în comuna Stânceni din județul Mureș, Transilvania, România.
Este situat înspre ieșirea din județul Mureș, spre județul Harghita. Activitatea de bază a oamenilor este agricultura și diverse alte activități care ajută la dezvoltarea satului (închirierea cabanelor ș.a). Satul aparține comunei Stânceni care este alcătuită din trei sate (Meștera, Stânceni și Ciobotani), în interiorul acestei comune fabricându-se apa minerală Stânceni. 
În acest sat se află de asemenea și cariera de piatră Hamerock, particulară. Satul este străbătut în întregime de râul Mureș, la fel ca toată comuna.

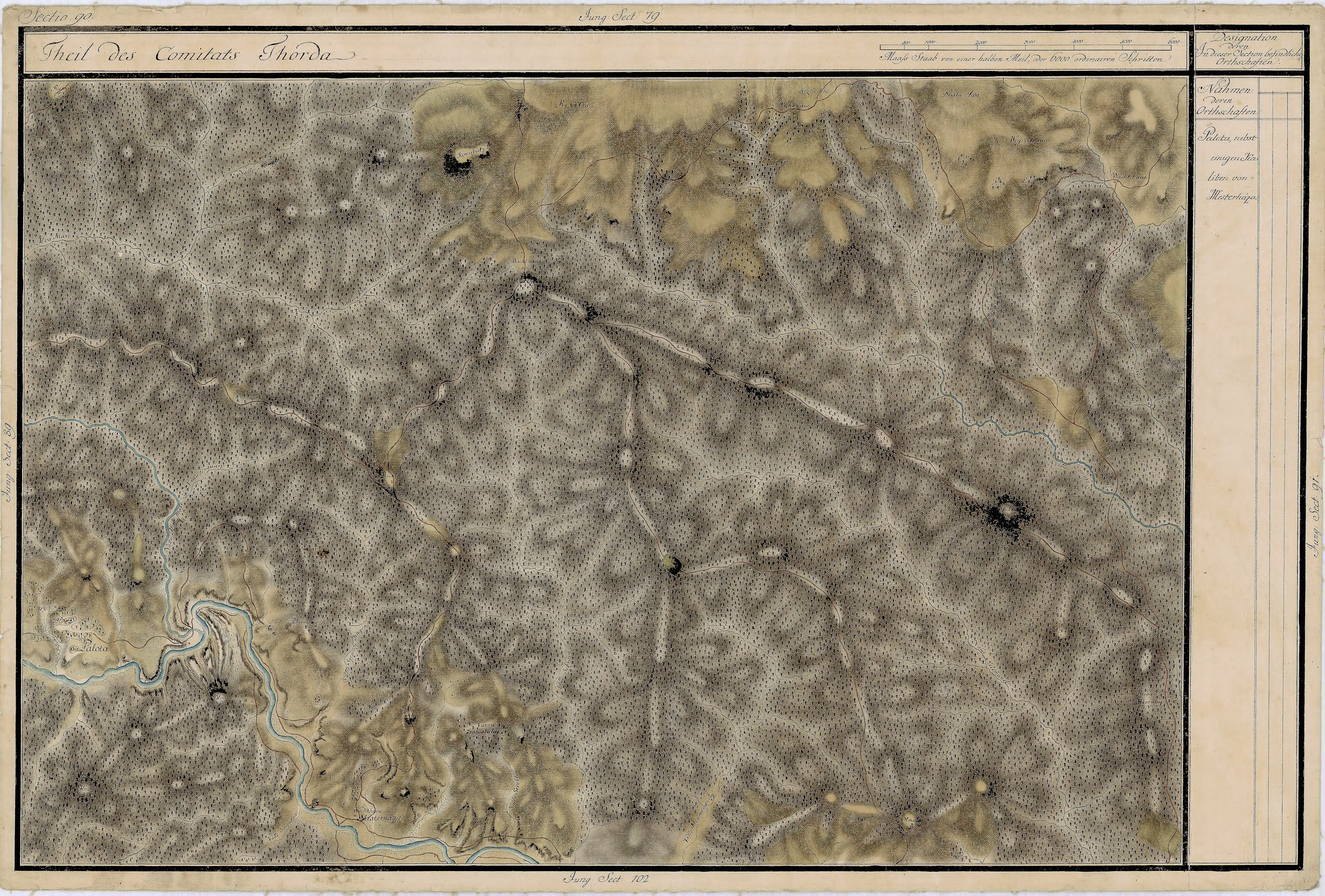
Meștera în Harta Iosefină a Transilvaniei, 1769-73